# Rathaus Strasburg in Westpreußen
Vom mittelalterlichen Rathaus in Strasburg, dem heutigen Brodnica, haben sich der Glockenturm und ein Stück eines Giebels erhalten.

## Geschichte
Der Bau des Rathauses ist urkundlich nicht belegt, doch die Bauformen deuten auf das Ende des 14. Jahrhunderts hin. Im Jahre 1631 brannte das Rathaus bei einem großen Stadtbrand. Der Rathaussaal, der den Evangelischen seit 1598 als Betsaal überlassen war, wurde offenbar notdürftig wiederhergestellt und von der evangelischen Gemeinde bis 1646 benutzt. Die verarmte Stadt war offenbar nicht in der Lage, das Rathaus wiederherstellen zu lassen. In Folge verfiel das Gebäude immer mehr, und die Inhaber der an das Rathaus angelehnten Verkaufsstände richteten sich in dem verfallenden Gebäude ein, so dass schließlich der Stadt vom ehemaligen Rathausgrundstück nichts weiter übrig blieb ist als das Türmchen mit der Uhr.

## Bauwerk
Der Bau galt als höchst interessantes Beispiel mittelalterlicher Profanbaukunst im Deutschordensland. Eine Handskizze des früheren Konservators Ferdinand von Quast von 1852 zeigt die damals noch erhaltene beinahe vollständige Gebäudefront. Nach dieser
Zeichnung war das Rathaus ein rechteckiges Gebäude, das mit zwei auf der Vorderseite und wohl auch auf der Rückseite durch Giebel abgeschlossenen Längsdächern überdeckt war. Auf der Vorderseite erhob sich zwischen beiden Giebeln der kleine, bis heute erhaltene achteckige Glockenturm mit massiver Wendeltreppe. Das Untergeschoss enthielt nach der Zeichnung nur ein Portal in der Mitte. Der erhaltene Rest des Rathausgiebels ist mit Ausnahme der geputzten Blenden und des obersten Teils des Türmchens im Ziegelrohbau erhalten. Der Rathausthurm verfügte in deutscher Zeit noch über zwei Uhrglocken mit den Jahreszahlen 1553 und 1554.